# Marmota bobac
La marmota bobac (Marmota bobak) és una espècie de marmota que habita les estepes de Rússia i Àsia central incloent l'Himàlaia i la meseta del Tibet.
Junt amb la marmota alpina és l'única marmota europea. Es troba a l'est d'Europa fins a Belarrússia, Ucraïna i Rússia fins al Kazakhstan.

## Característiques
Es mostra activa durant uns cinc mesos i mig l'any. Triga tres anys per arribar a la maduresa sexual. Poden ser hostes de la pesta bubònica.
És una espècie de mida petita i formes més gràcils que les altres marmotes. El cos fa 58 cm i s'hi afegeix la cua de 14,5 cm. El pelatge és curt i de color terra, per a camuflar-se.
És un animal social en grups familiars. Les lludrigueres es fan servir durant moltes generacions i poden arribar a fer 100 m de llarg i tenir tres entrades diferenciades. Les cambres d'hibernació poden estar a 4 metres sota terra. Hibernen en grups de 12 a 15 individus.

## Subespècies[1]
- M. b. bobak
- M. b. tschaganensis